# Lymnas smithiae
Lymnas smithiae är en fjärilsart som beskrevs av John Obadiah Westwood 1851. Lymnas smithiae ingår i släktet Lymnas och familjen Riodinidae. Inga underarter finns listade i Catalogue of Life.